# Basapur (M) Adur, Hangal
Basapur (M) Adur là một làng thuộc tehsil Hangal, huyện Haveri, bang Karnataka, Ấn Độ.